# Isoniazid

Strukturformel.

Isoniazid (ibland förkortad INH av isonikotinohydrazid) syntetiserades för första gången officiellt 1912 som en del i en doktorsavhandling, men  dess egenskaper som tuberkulosläkemedel utforskades inte förrän 1951 .
Isoniazid är i kombination med andra läkemedel ett av de som används vid behandling av tuberkulosbakterien (Mycobacterium tuberculosis). Läkemedlets verkansmekanism är att det hindrar syntesen av mykolsyra i bakteriens cellvägg.